# Play Don't Worry
Albums de Mick Ronson
Slaughter on 10th Avenue
(1974) YUI Orta
(1989)
Singles
1. Billy Porter
Sortie : 1974

Play Don't Worry est le deuxième album studio du guitariste Mick Ronson. Il est sorti en janvier 1975 sur le label RCA Records.
La reprise de White Light/White Heat du Velvet Underground est issue des séances de l'album de David Bowie Pin Ups.

## Titres
| 1. | Billy Porter           | Mick Ronson  | 3:30 |
| 2. | Angel #9               | Craig Fuller | 5:31 |
| 3. | This Is for You        | Laurie Heath | 4:30 |
| 4. | White Light/White Heat | Lou Reed     | 4:07 |

| 5. | Play Don't Worry            | Mick Ronson, Bob Sargeant                     | 3:15 |
| 6. | Hazy Days                   | Mick Ronson                                   | 4:10 |
| 7. | Girl Can't Help It          | Bobby Troup                                   | 2:45 |
| 8. | Empty Bed (Io Me Ne Andrei) | Claudio Baglioni, Antonio Coggio, Mick Ronson | 5:12 |
| 9. | Woman                       | Adam Taylor                                   | 3:25 |

## Musiciens
- Mick Ronson : guitare, basse, batterie, harmonica, piano, clavinet, synthétiseur, chant
- Trevor Bolder : basse, cuivres
- Mike Garson : piano
- Ritchie Dharma, Aynsley Dunbar, Tony Newman : batterie
- Jeff Daly : saxophone, flûte
- Neil Kernon : synthétiseur ARP sur Billy Porter et This Is for You
- Paul Francis : batterie sur Play Don't Worry
- John Mealing : piano sur Woman
- Ian Hunter : chœurs sur Girl Can't Help It
- Vicky Silva, Miquel Brown, Beverly Baxton : chœurs sur Angel #9 et Woman
- Sid Sax : chef d'orchestre sur Empty Bed (Io Me Ne Andrei)